# Луговой (Московская область)
Луговой — посёлок в Дмитровском районе Московской области России, в составе сельского поселения Куликовское. Население — 896 чел. (2010). До 2006 года посёлок входил в состав Куликовского сельского округа. 
В Луговом работает детский сад № 69.

## Расположение
Посёлок расположен в северо-западной части района, примерно в 20 км к северо-западу от Дмитрова, у впадения в Яхрому правого притока реки Пешноша, высота центра над уровнем моря 121 м. Ближайшие населённые пункты — Говейново на северо-востоке, Куликово на востоке и Василево на юго-западе.
В Луговом находится Николо-Пешношский монастырь, основанный в 1361 году.

## История
Изначально поселение возникло, как слобода при Николо-Пешношском монастыре. Помимо управления владениями, монастырь осуществлял торговлю с Русским Севером по реке Яхроме и Волге.
В 1926 году в Пешношской трудовой артели монастыря Куликовского сельсовета Рогачёвской волости Дмитровского уезда Московской губернии в 2-х хозяйствах (не крестьянских) числилось 95 мужчин и 23 женщины (118 человек). В инвалидном доме № 6 Куликовского сельсовета в 1-м хозяйстве числилось 12 мужчин и 298 женщин (249 человек). То есть заметно разделение труда населения поселения при монастыре. Инвалидный дом, скорее всего, располагался в зданиях монастыря. 
Между 1930-ми и 1960-ми годами интернат поменял свою принадлежность, став принадлежать ведомству города Москвы.
В 1966—2013 годах на территории монастыря располагался Московский психоневрологический интернат № 3. Для работников которого были построены жилые дома и необходимая инфраструктура.
В 2014 году для пcиxoнeвpoлoгичecкого интepнaта построили нoвое большое здaниe, и он переехал из монастырских помещений. Монастырь был передан РПЦ.

## Население
| 2002 | 2006 | 2010 |
| ---- | ---- | ---- |
| 746  | ↗775 | ↗896 |

## Организации
- Николо-Пешношский монастырь
- Психоневрологический интернат г. Москвы (ГБУ Социальный дом «Луговой») на 812 койко-мест